# Комароловка чорнохвоста
Комароловка чорнохвоста (Polioptila melanura) — вид горобцеподібних птахів родини комароловкових (Polioptilidae).

## Поширення
Птах поширений в пустелях Сонора і Чіуауа на південному заході США і півночі Мексики.

## Опис
Дрібний птах, завдовжки 11-13 см. Верхня частина тіла блакитно-сіра, хвіст чорний. Нижня частина світло-сіра. Влітку у самця є чорний вінець. Вид схожий на комароловку сизу, лише у комароловки чорнохвостої хвіст повністю чорний, а в сизої хвіст знизу білий.

## Спосіб життя
Трапляється парами. Територіальний птах, активно захищає свою ділянку від конкурентів. Полює на комах та інших членистоногих. Чашоподібне гніздо будують обидва партнери на нижніх гілках чагарників, на висоті до 1,5 метри. У гнізді 3-5 яєць. Інкубація триває 14 днів. Пташенята залишають гніздо через два тижні.

## Підвиди
- Polioptila melanura curtata van Rossem, 1932
- Polioptila melanura lucida van Rossem, 1931
- Polioptila melanura melanura Lawrence, 1857